# Tungabhadra
Il Tungabhadra (kannada: ತುಂಗಬಧ್ರಾ ನದಿ) è un fiume sacro dell'India meridionale. È il principale affluente del fiume Krishna. È formato dalla confluenza di due fiumi, il Tunga e Bhadra, dal fianco orientale della catena montuosa dei Ghati occidentali, nello Stato del Karnataka. Il Tungabhadra scorre verso oriente attraverso l'altopiano del Deccan, confluendo nel fiume Krishna nello Stato di Andhra Pradesh. Il Krishna continua il suo viaggio verso est gettandosi nel Golfo del Bengala.